# Port Austin (Michigan)
Port Austin – wieś w Stanach Zjednoczonych, w stanie Michigan, w hrabstwie Huron.